# 719e division d'infanterie
 (novembre 2024).
La  719e division d'infanterie allemande (en allemand : 719. Infanterie-Division ou 719. ID) est une des divisions d'infanterie de l'armée allemande (Wehrmacht) durant la Seconde Guerre mondiale.

## Création
La 719. Infanterie-Division est formée — initialement sous le nom de 719. Grenadier-Division — le 3 mai 1941 dans l'ouest de l'Autriche avec du personnel venant du Wehrkreis III en tant qu'élément de la 15. Welle (15e vague de mobilisation).
Elle est transférée aux Pays-Bas en juin 1941 dans le secteur de Dordrecht où elle sert de force de défenses côtière et aérienne, ainsi qu'à des tâches de sécurité et d'occupation.
La division se retire de ses positions sur la côte en septembre 1944 et est engagée depuis Anvers dans des opérations défensives contre les Britanniques le long de la frontière belgo-néerlandaise.
Après restructuration, elle est transférée en février 1945 vers la région de Saarpfalz où elle combat jusqu'à ce qu'elle soit détruite en mars 1945.
Reformée le 14 avril 1945 à partir des restes de la division Nr. 405 de l'Ersatzheer, elle est intégrée dans la XVIII. SS-Armeekorps de la 19. Armee et est capturée par les forces américaines à Münsingen un mois plus tard.

## Organisation

### Commandants
| Date                               | Grade           | Commandant        |
| ---------------------------------- | --------------- | ----------------- |
| 3 mai 1941 - 10 janvier 1944       | Generalleutnant | Erich Höcker      |
| 10 janvier 1944 - 15 février 1944  | Generalleutnant | Max Horn          |
| 15 février 1944 - 1er août 1944    | Generalmajor    | Carl Wahle        |
| 3 août 1944 - 3 octobre 1944       | Generalleutnant | Karl Sievers (de) |
| 3 octobre 1944 - 10 octobre 1944   | Oberst          | Rudolf Goltzsch   |
| 10 octobre 1944 - 16 décembre 1944 | Generalleutnant | Felix Schwalbe    |
| 16 décembre 1944 - 30 mars 1945    | Generalmajor    | Heinrich Gäde     |
| Reformation                        |                 |                   |
| 14 avril 1945 - Avril 1945         | Generalleutnant | Willy Seeger      |

### Officiers d'opérations (Generalstabsoffiziere (Ia))
| Date                                 | Grade               | Commandant                          |
| ------------------------------------ | ------------------- | ----------------------------------- |
| 3 mai 1941 - 8 octobre 1942          | ?                   | ?                                   |
| 8 octobre 1942 - 10 novembre 1943    | Oberstleutnant i.G. | Hans Bickel                         |
| 10 novembre 1943 - 10 septembre 1944 | Major i.G.          | Friedrich-Karl Plehwe               |
| 10 septembre 1944 - 10 octobre 1944  | Oberstleutnant i.G. | Hans Ritter und Edler von Rosenthal |
| 10 octobre 1944 - 20 avril 1945      | Oberstleutnant i.G. | Hermann Miltzow                     |
| Reformation                          |                     |                                     |
| 20 avril 1945 - ? mai 1945           | Major i.G.          | Friedrich-Karl Walters              |

## Théâtres d'opérations
- Allemagne : Mai 1941 - Juin 1941
- Pays-Bas : Juin 1941 - Janvier 1945
- Campagne de Lorraine : Janvier 1945 - Mars 1945

## Ordres de bataille
1941
- Infanterie-Regiment 723
- Infanterie-Regiment 743
- Artillerie-Abteilung 663
- Pionier-Kompanie 719
- Nachrichten-Kompanie 719
- Versorgungseinheiten 719

1943
- Grenadier-Regiment 723
- Grenadier-Regiment 743
- Artillerie-Regiment 663
- Pionier-Bataillon 719
- Panzerjäger-Kompanie 719
- Nachrichten-Abteilung 719
- Feldersatz-Bataillon 663
- Versorgungseinheiten 719

1945
- Grenadier-Regiment 723
- Grenadier-Regiment 743
- Grenadier-Regiment 766
- Füsilier-Bataillon 719
- Artillerie-Regiment 1719
- Pionier-Bataillon 719
- Panzerjäger-Abteilung 719
- Nachrichten-Abteilung 719
- Feldersatz-Bataillon 719
- Versorgungseinheiten 719